# Валент (магистр конницы)
Валент (лат. Valens, IV век — 409 или 410, Рим) — западноримский политик начала V века.
В 409 году Валент занимал должность комита по военным делам на Западе. В начале этого года он командовал пятью легионами (около 6 тысяч солдат) в Далмации, когда император Гонорий вызвал его в Италию, чтобы охранять Рим. Однако Валент со своими войсками попал в засаду, устроенную вестготскими королём Аларихом I, был разбит и укрылся в Риме. В том же году он был назначен магистром конницы узурпатором Приском Атталом. Вместе они повели армию в Равенну, чтобы попытаться свергнуть Гонория, и достигли Римини в начале 410 года. Однако с прибытием подкреплений, отправленных Восточной Римской империей в Равенну, нападавшие решили отступить в Рим. Вскоре после этого Валент был обвинен в измене и казнен в том же 410 году.